# Dorothea Bleek

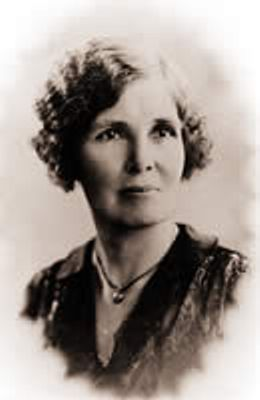
Dorothea Bleek

Dorothea Frances Bleek (* 26. März 1873 in Mowbray, Kapstadt, Südafrika; † 27. Juni 1948 in Plumstead, Kapstadt) war eine südafrikanische Sprachwissenschaftlerin. Sie führte als Tochter des Linguisten Wilhelm Bleek die Edition seiner philologischen Erforschung der südafrikanischen Sprachen fort. Ihr wichtigstes Werk ist das Wörterbuch der Buschmannsprache.

## Leben
Dorothea Bleek war das sechste Kind von Wilhelm Bleek und dessen Frau Jemima Lloyd. Die Familie lebte in Kapstadt, wo der Vater als Kurator arbeitete und Feldforschung in Bezug auf Sprache und Kultur der San („Buschmänner“) durchführte. In zahlreichen Interviews hatte Bleek eine große Anzahl an Dokumenten erstellt. Nach dem Tod des Vaters im Jahre 1876 war die Familie aus wirtschaftlichen Gründen gezwungen, nach Deutschland zurückzukehren. Dorothea besuchte Schulen in Deutschland und der Schweiz und studierte Afrikanische Sprachen in Berlin. Lucy Lloyd, ihre Tante und Assistentin des Vaters, besuchte sie mehrmals von England aus, um sie in der Sprache der San zu unterweisen und sie mit den übrigen Forschungsergebnissen des Vaters vertraut zu machen.
1904 kehrte Dorothea Bleek nach Afrika zurück und lehrte an der Rocklands Girls High School in Cradock bis 1907. Bleek begleitete eine Kollegin auf einer Expedition, um Felsmalereien abzuzeichnen. Bei der Veröffentlichung dieser Arbeiten in London im Jahre 1908 war sie ebenfalls dabei. Zurück in Afrika widmete Bleek von nun an all ihre Zeit dem Erlernen von Sprache und Kultur der San. So konnte sie ihre Tante Lucy Lloyd bei der Vorbereitung des Buches Mythen und Märchen der Buschmann-Völker unterstützen, das auf den Untersuchungen ihres Vaters beruhte.
Bleek nahm an vielen weiteren Expeditionen teil, um die einzelnen Dialekte der San und ihre Felsmalereien zu studieren. Dabei sammelte sie nicht nur Vokabeln, Grammatik und genealogische Fakten, sondern fotografierte auch die Kleidung, die Behausungen und Waffen. Dorothea Bleeks Sammlungen gehören zum UNESCO's Memory of the World Register.

## Schriften (Auswahl)
- (Hrsg.) The Mantis and his friends. 1923 (Digitalisat).
- The Naron, a Bushman tribe of the central Kalahari. 1928.
- A Bushman Dictionary. American Oriental Society, New Haven CT 1956 (American Oriental Series 41, ZDB-ID 417829-4).
- The ke or Bushmen of Griqualand West. Notes on the language of the ke or Bushmen of Griqualand West. Khoisan-Forum, Köln 2000 (Institut für Afrikanistik (Köln) – Khoisan-Forum – Working Paper).